# Tinerețe fără tinerețe (film)
Titlu original: Youth Without Youth (2007)
Tinerețe fără tinerețe este un film fantastic din 2007 regizat de Francis Ford Coppola bazat pe nuvela omonimă scrisă de Mircea Eliade. Prezintă viața lui Dominic Matei, un bătrân profesor din Piatra-Neamț care, după ce este lovit de fulger lângă Gara de Nord din București, întinerește și posedă abilități intelectuale deosebite.

## Distribuție
- Tim Roth - Dominic Matei
- Alexandra Maria Lara - Veronica / Laura / Rupini
- Bruno Ganz - profesorul Roman Stănciulescu
- André Hennicke - Dr. Josef Rudolf
- Marcel Iureș - profesorul Giuseppe Tucci
- Adrian Pintea - Pandit
- Matt Damon - Ted Jones Life Magazine Reporter (cameo)
- Alexandra Pirici - fata de la camera 6
- Florin Piersic Jr. - Dr. Gavrila
- Mircea Albulescu - Davidoglu
- Dan Astileanu - profesor
- Cristian Balint - Grenzschutz
- Dragos Bucur - barman
- Zoltan Butuc - Dr. Chirilă
- Theodor Danetti - Dr. Neculache
- Andrei Gheorghe - șofer de taxi
- Roxana Guttman - Gertrude
- Lucian Iancu - doctorul din Malta
- Dorina Lazar - bucătar
- Rodica Lazar - funcționar la bancă
- Anamaria Marinca - recepționer
- Hodorog Anton Mihail - gardian, Doru
- Mihai Niculescu - Vaian
- Gelu Nițu - polițist
- Mirela Oprisor - Craita
- Alexandru Repan - Prof. Chavannes
- Rudy Rosenfeld - Aram
- Dan Sandulescu - Nicodim
- Adriana Titieni - Anetta
- Ana Ularu - bibliotecară
- Andi Vasluianu - Intern